# Zuleika bengalensis
Zuleika bengalensis är en insektsart som beskrevs av William Lucas Distant 1912. Zuleika bengalensis ingår i släktet Zuleika och familjen sporrstritar. Inga underarter finns listade i Catalogue of Life.